# Marlei

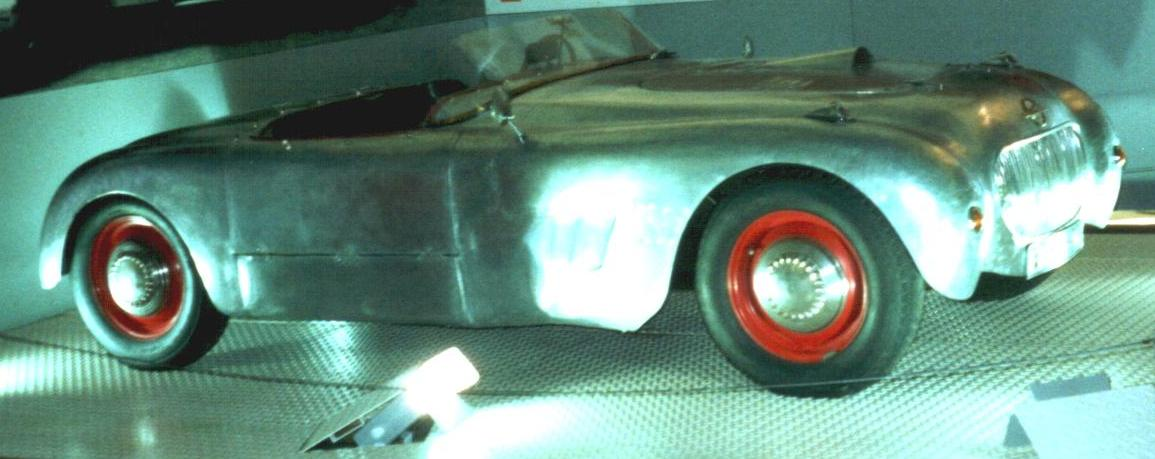
Marlei (1950)

Marlei je sportovní automobil, který v roce 1950 v Portugalsku vyrobil Mário Moreira Leite. Jméno Marlei pochází ze jména konstruktéra.
Podvozek a čtyřválcový motor o objemu 1488 cm³ pochází z vozu Opel Olympia, zatímco převodovka a brzdy z vozu Vauxhall. Vůz má otevřenou dvoumístnou karosérii z hliníku.
V Portugalsku bylo v tomto období, kdy zde bylo závodění velmi populární, vyrobeno několik podobných vozů jako například DM (konstrukce Dionísio Mateu a Elísio de Melo), Alba, Olda, FAP a Etnerap.
Marlei je vystaven v Museu dos Transportes e Comunicações v Portu.